# Brunaudia phormigera
Brunaudia phormigera är en svampart som först beskrevs av Mordecai Cubitt Cooke, och fick sitt nu gällande namn av Carl Ernst Otto Kuntze 1898. Brunaudia phormigera ingår i släktet Brunaudia och familjen Patellariaceae.   Inga underarter finns listade i Catalogue of Life.